# ガイダリヤ (小惑星)
ガイダリヤ (1835 Gajdariya) は、小惑星帯に位置する小惑星である。タマラ・スミルノワがクリミア天体物理天文台で発見した。
ロシア人の児童文学作家アルカジー・ガイダルに因んで名付けられた。